# Skustele
Skustele – wieś w Polsce położona w województwie podlaskim, w powiecie sejneńskim, w gminie Krasnopol. Leży przy drodze wojewódzkiej nr 653.
W latach 1975–1998 miejscowość administracyjnie należała do województwa suwalskiego. 
Wieś jest znana przede wszystkim ze znakomitego Baru pod nazwą "Bar w Skustelach".